# Eric Blum
Eric Ray Blum (* 13. Juni 1986 in Pfaffnau) ist ein japanisch-schweizerischer Eishockeyverteidiger, der zuletzt beim SC Bern in der National League unter Vertrag stand.

## Karriere
Eric Blum ist der Sohn eines Schweizers und einer Japanerin. Er begann seine Karriere als Eishockeyspieler in der Nachwuchsabteilung der GCK Lions, für deren Profimannschaft er von 2003 bis 2006 in der Nationalliga B aktiv war. Anschließend wechselte der Verteidiger zu den SCL Tigers in die NLA. Unter Trainer Christian Weber entwickelte er sich im Emmental zum Nationalspieler und hatte in seiner letzten Spielzeit mit acht Toren und 13 Assists seine produktivste Saison. Aus sportlichen Gründen schloss sich der Linksschütze zur Saison 2010/11 den Kloten Flyers an. Mit seinem neuen Verein erreichte er auf Anhieb das Playoff-Finale, in dem er mit Kloten jedoch dem HC Davos unterlag. Nach vier Saisons in Kloten wechselte er auf die Saison 2014/15 zum SC Bern. Mit dem SCB dominierte er Ende der 2010er Jahre das Schweizer Eishockey, beim Titelgewinn 2019 erzielte er im fünften Finalspiel gegen Zug den vorentscheidenden Treffer zum 2:1.
Blum gehört zu den besten Schweizer Abwehrspielern, ist läuferisch schnell und schaltet sich auch bei Offensivaktionen ins Spielgeschehen ein.

### International
Für die Schweiz nahm Blum an der U18-Junioren-Weltmeisterschaft 2004 der Division 1 teil und stieg dabei mit seinem Team in die Top-Division auf. Zudem nahm er 2006 an der U20-Junioren-Weltmeisterschaft teil, wobei Blum in sechs Spielen zwei Tore erzielte und drei weitere vorbereitete. Bei der Weltmeisterschaft 2013 in Stockholm und Helsinki war er erstmals Teil der Herren-Nationalmannschaft und errang mit dieser die Silbermedaille.
Im April 2018 gab Blum seinen Rücktritt aus der Nationalmannschaft bekannt. Er nahm an vier WM-Turnieren sowie den Olympischen Winterspielen 2018 teil; insgesamt bestritt er 89 A-Länderspiele, in denen er fünf Treffer erzielte und 14 Torvorlagen gab.

## Erfolge und Auszeichnungen
- 2011 Schweizer Vizemeister mit den Kloten Flyers
- 2014 Schweizer Vizemeister mit den Kloten Flyers
- 2015 Schweizer Cupsieger mit dem SC Bern
- 2016 Schweizer Meister mit dem SC Bern
- 2017 Schweizer Meister mit dem SC Bern
- 2019 Schweizer Meister mit dem SC Bern
- 2021 Schweizer-Cup-Sieger mit dem SC Bern

### International
- 2004 Aufstieg in die Top-Division bei der U18-Junioren-Weltmeisterschaft
- 2013 Silbermedaille bei der Weltmeisterschaft

## Karrierestatistik

### International
Vertrat die Schweiz bei:
- U18-Junioren-Weltmeisterschaft der Division I 2004
- U20-Junioren-Weltmeisterschaft 2006
- Weltmeisterschaft 2013
- Weltmeisterschaft 2014
- Weltmeisterschaft 2015
- Weltmeisterschaft 2016
- Olympische Winterspiele 2018

(Legende zur Spielerstatistik: Sp oder GP = absolvierte Spiele; T oder G = erzielte Tore; V oder A = erzielte Assists; Pkt oder Pts = erzielte Scorerpunkte; SM oder PIM = erhaltene Strafminuten; +/− = Plus/Minus-Bilanz; PP = erzielte Überzahltore; SH = erzielte Unterzahltore; GW = erzielte Siegtore; 1 Play-downs/Relegation; Kursiv: Statistik nicht vollständig)